# Manoir de Barbotin
Le manoir de Barbotin est situé à Ploërmel en France.

## Localisation
Le manoir est situé sur le territoire de la commune de Ploërmel, au lieu-dit Barbotin, dans le département du Morbihan en région Bretagne.

## Description
Manoir à cour fermée par un portail à porte piétonne et porte charretière, comprenant un logis de plan en équerre et un ancien logis actuellement étable ; four à pain et puits. L'ensemble est de nos jours abandonné. Nombreux remaniements de détail ; partie détruite à gauche du portail, visible sur le cadastre de 1848 ; elle comportait une tour d'escalier en hors-œuvre encore visible sur le mur de clôture.

## Historique
Manoir construit vers 1617, date portée sur le portail ; la date 1757 est un remaniement de détail.
Le manoir est inscrit à l'inventaire général du patrimoine culturel en 1984.